# Джози Биссетт
Джо́зи Биссе́тт (англ. Josie Bissett), настоящее имя — Джоли́н Кристи́н Хьютме́йкер (англ. Jolyn Christine Heutmaker; род. 5 октября 1970, Сиэтл, Вашингтон) — американская актриса

. Наиболее известна по роли Джейн Манчини в телесериале «Мелроуз Плейс» (1992—1999, 2009—2010).

## Карьера
Джози Биссетт начала сниматься в рекламе для телевидения и печатных изданий в возрасте 12 лет. В 16 лет она переехала в Японию, где продолжила свою карьеру модели, но через год вернулась в США.
В начале 1990-х годов Биссетт сыграла роль Кары в комедийном сериале «Валери», которая стала её первой значимой ролью на телевидении. В 1992 году она получила роль модельера Джейн Эндрюс Манчини в сериале «Мелроуз Плейс», в котором снималась до 1999 года (пропустив по личным обстоятельствам сезон 1996—1997 годов). В 2009—2010 годах Биссетт снялась в качестве приглашённой звезды в двух эпизодах продолжения сериала.
В 1990—2000-х годах Джози Биссетт появлялась во многих телефильмах и сериалах, таких как Dare to Love на ABC, «Смертельные обязательства» на FOX, «Радионяня: Звук страха» на USA и «Без их согласия» на ABC Family. Она также была приглашённой звездой в телесериале «Закон и порядок: Специальный корпус» на канале NBC.
В 1991 году она сыграла роль девушки Робби Кригера в фильме Оливера Стоуна «Дорз».
С 2008 года Джози снимается в семейном телесериале канала ABC «Тайная жизнь американского подростка».

### Рекламная и издательская деятельность
Биссетт была лицом нескольких кампаний, в том числе Neutrogena (линия по уходу за кожей), Dr. Scholl’s Pedicure Essentials и Murad Skin Care.
Джози Биссетт появилась на обложках многих журналов, в том числе TV Guide, Rolling Stone, Entertainment Weekly, Shape’s Fit Pregnancy и New Woman.
Джози Биссетт неоднократно участвовала в телешоу на тему воспитания детей, в том числе Parenting & Beyond, в котором родителям предлагались различные творческие решения повседневных проблем. Она также принимала участие в образовательной программе канала PBS Teach More, Love More.
В апреле 2008 года вышла её детская книга Tickle Monster. Джоди также была соавтором книг Little Bits Of Wisdom и Making Memories, в которых родители со всего мира рассказывают о воспитании детей и дают свои советы.

## Личная жизнь
В 1992—2006 годы Джози была замужем за актёром-коллегой по «Мелроуз Плейс» Робом Эстесом. У бывших супругов есть двое детей — сын Мейсон Тру Эстес (род. 21.07.1999) и дочь Майя Роуз Эстес (род. 14.04.2002).
С июля 2017 года Джози замужем во второй раз за Томасом Дойгом.
Сейчас Джози живёт в Сиэтле.

## Избранная фильмография
| Год       |     | Русское название                     | Оригинальное название                    | Роль                     |
| --------- | --- | ------------------------------------ | ---------------------------------------- | ------------------------ |
| 1989      | ф   |                                      | Paura nel buio                           | Даниела Фостер           |
| 1990      | с   | Доктор Дуги Хаузер                   | Doogie Howser, M.D.                      | Криста Бенсон            |
| 1990      | ф   | Книга любви                          | Book of Love                             | Лили                     |
| 1990      | ф   | Желание                              | Desideri                                 | Джессика Харрисон        |
| 1990      | с   |                                      | A Family for Joe                         | имя персонажа неизвестно |
| 1990      | с   | Квантовый скачок                     | Quantum Leap                             | Бекки                    |
| 1991      | ф   | Дорз                                 | The Doors                                | девушка Робби Кригера    |
| 1991      | с   | Паркер Льюис не теряется             | Parker Lewis Can't Lose                  | Сара                     |
| 1990—1991 | с   | Вэлери                               | Valerie                                  | Кара                     |
| 1991      | тф  |                                      | Posing: Inspired by Three Real Stories   | Клэр                     |
| 1991      | в   | Убийство по-американски              | All-American Murder                      | Толли Фуллер             |
| 1992      | кор |                                      | Halfway House                            |                          |
| 1992      | с   | P.S. Люблю тебя                      | P.S.I. Luv U                             | Дайен Петерс / Лиза      |
| 1992      | ф   | Майки                                | Mikey                                    | Джесси Оуэнс             |
| 1992      | тф  | Секреты                              | Secrets                                  | Габи Смит                |
| 1994      | с   | Правосудие Бёрка                     | Burke's Law                              | Коннер О’Нил             |
| 1994      | тф  | Смертельные обязательства            | Deadly Vows                              | Бобби Гилберт Уэстон     |
| 1995      | тф  |                                      | Dare to Love                             | Джессика Уэллс           |
| 1998      | тф  | Радионяня: Звук страха               | Baby Monitor: Sound of Fear              | Энн                      |
| 1999      | тф  | Огненный шторм                       | The Sky's on Fire                        | Дженнифер Торн           |
| 1992—1999 | с   | Мелроуз Плейс                        | Melrose Place                            | Джейн Эндрюс Манчини     |
| 2003      | с   | Закон и порядок: Специальный корпус  | Law & Order: Special Victims Unit        | Дженнифер Фултон         |
| 2005      | тф  | Без их согласия                      | I Do, They Don't                         | Кэрри Левеллин           |
| 2006      | тф  |                                      | Obituary                                 | Дениз Уилкокс            |
| 2008      | тф  | Другая женщина                       | The Other Woman                          | Джилл Пламлей            |
| 2009—2010 | с   | Мелроуз Плейс                        | Melrose Place                            | Джейн Эндрюс             |
| 2008—2013 | с   | Тайная жизнь американского подростка | The Secret Life of the American Teenager | Кэтлин Боумэн            |